# تیغیه
تیغیه روستایی است که در استان اردبیل، شهرستان نمین، بخش ویلکیج، دهستان ویلکیج جنوبی قرار دارد.

## جمعیت
بر اساس سرشماری سال ۱۳۸۵ جمعیت این روستا ۲۱۵ نفر با ۴۴ خانوار بوده‌است.